# Log-Dragomer (khu tự quản)
Khu tự quảnLog-Dragomer (tiếng Slovene: Občina Log-Dragomer) là một khu tự quản nhỏ ở phía tây nam Ljubljana trong vùng Nội Carniola của Slovenia. Nó được thành lập vào năm 2006, sau khi nó tách ra khỏi khu tự quản Vrhnika.